# Museo del Libro y de la Lengua Horacio González
El Museo del Libro y de la Lengua Horacio González, anteriormente Museo del Libro y de la Lengua es un museo anexo a la Biblioteca Nacional de la República Argentina, proyectado por Clorindo Testa e inaugurado en 2011.

## Historia

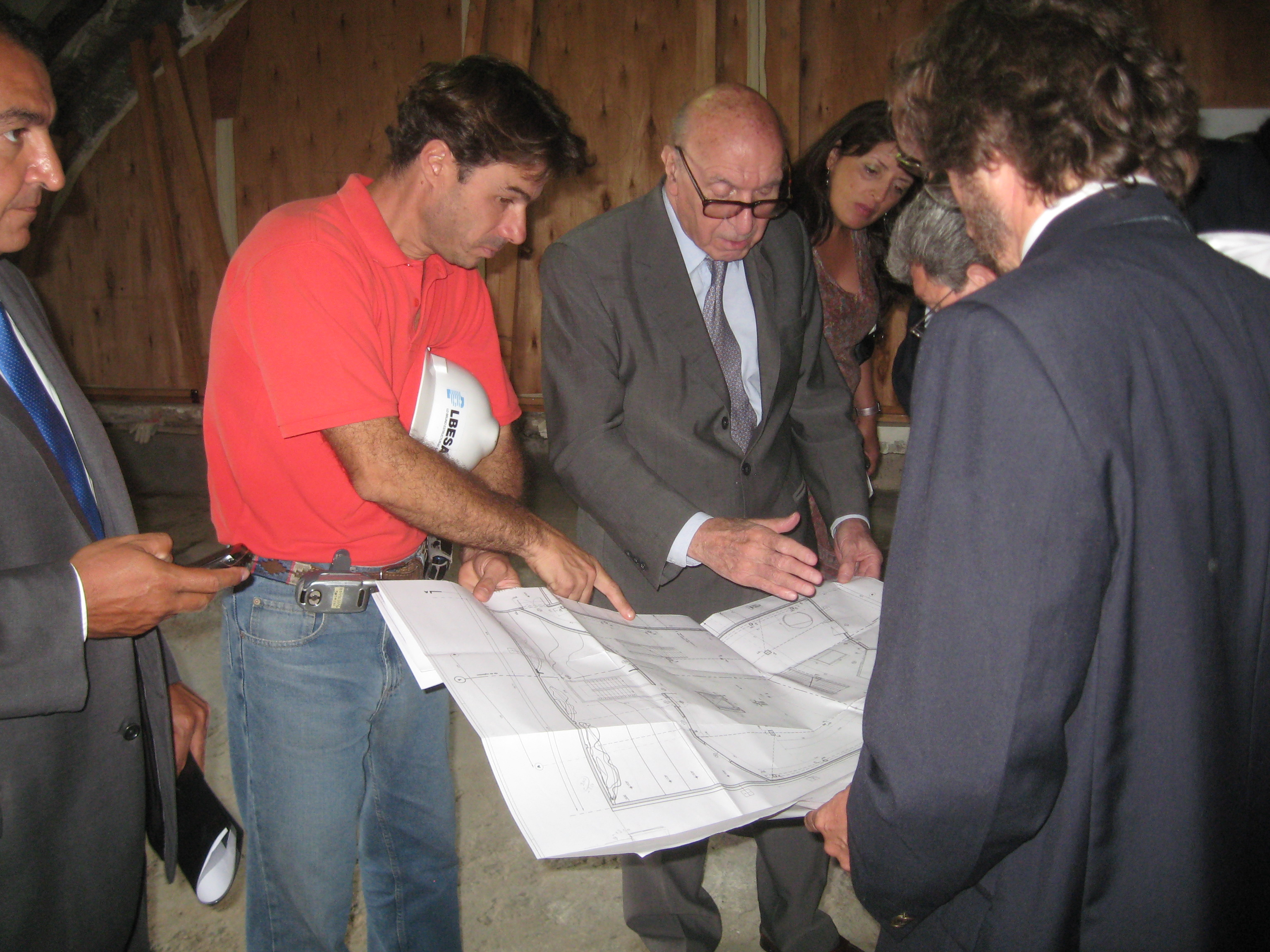
Clorindo Testa con el arq. Bello revisando planos del Museo. Año 2010

En 2006 se anunció la futura construcción del “Museo del Libro y el Autor Clásico Argentino”. El proyecto original de la Biblioteca Nacional de 1962 contemplaba la demolición de todos los edificios que ocupaban su manzana, pero eso no fue concretado. Uno de ellos fue cedido a la República del Paraguay para que estableciese su embajada, y otros dos en la Avenida Las Heras alojaron distintas reparticiones públicas, hasta que quedaron sin uso.
El Museo del Libro ocuparía el espacio de esos dos edificios, liberando casi todo el frente de Las Heras para que se pudiese contemplar la Biblioteca desde allí. El proyecto fue elaborado por los mismos arquitectos Testa y Bullrich, y fue presentado al público en enero de 2008. Como detalle de impacto público se anunció que el nuevo museo alojaría en azotea cuatro lunetas, fragmentos de los murales originales de las Galerías Pacífico, pintados por Spilimbergo, Berni y otros artistas, que habían sido desmontados cuando el centro comercial se reformó, en 1990. Los murales están en restauración, y el trabajo artesanal continuará mientras las obras estén expuestas en los muros del edificio.

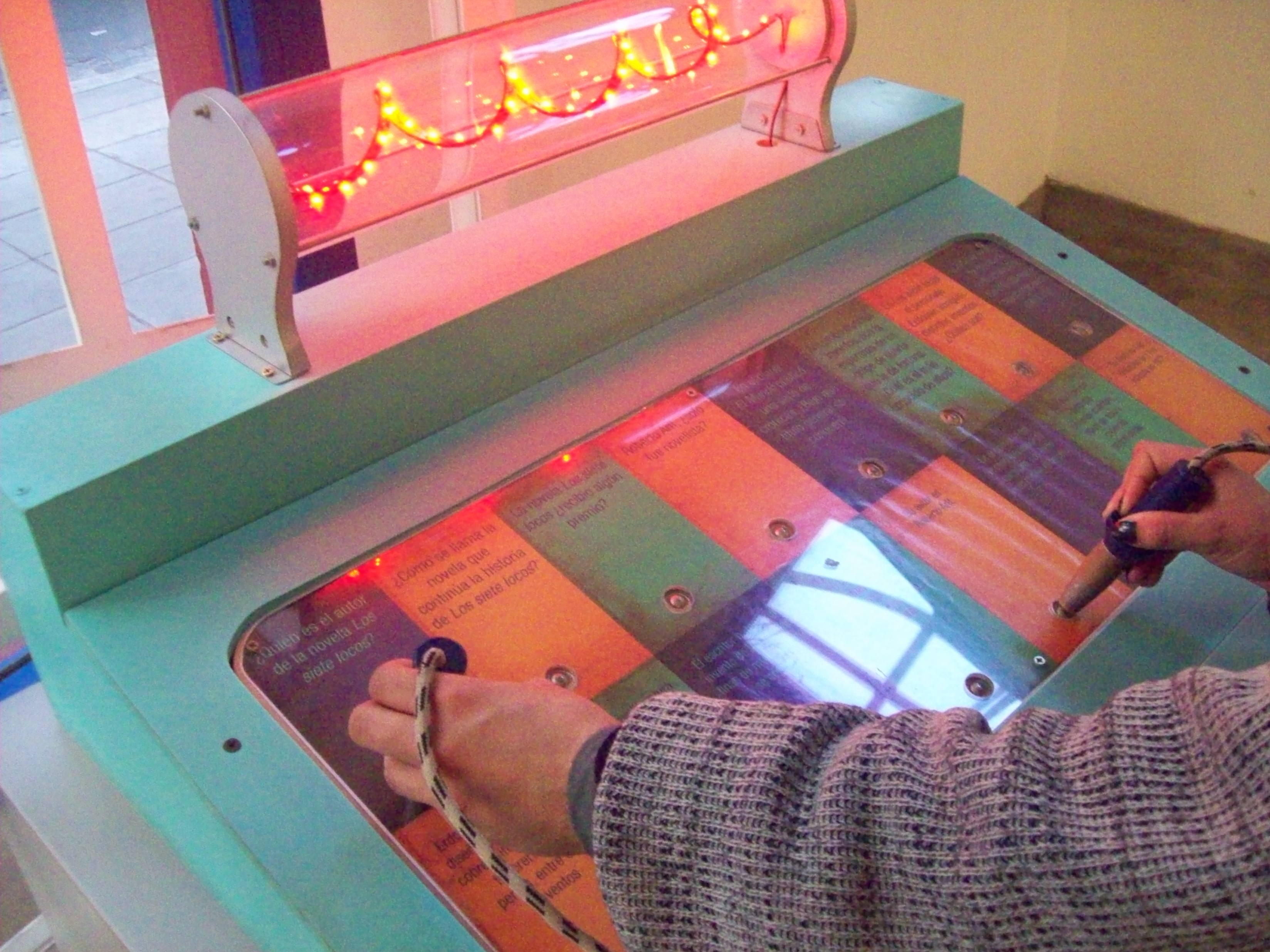
Museo del Libro y la Lengua, interior en 2013

Finalmente en enero de 2010 la presidenta Cristina Fernández de Kirchner firmó el convenio para la construcción del Museo, adjudicada a la constructora LBESA. Las obras comenzaron a los pocos meses. El edificio contó con un presupuesto de 10 millones de pesos e que implica la finalización de las obras de la Biblioteca Nacional.
Inaugurado el 29 de septiembre de 2011 el museo abrió al público el 10 de octubre. Mientras la planta baja posee una exposición permanente dedicada al libro y la historia de las editoriales en la Argentina, la planta superior estará destinada a exposiciones temporales artísticas, comenzando a funcionar con una de Roberto Jacoby dedicada al Artículo 14 bis de la Constitución Nacional.
A partir del 22 de junio de 2022, lleva el nombre de Horacio González,-exdirector de la Biblioteca- por el aniversario de su fallecimiento.